# Harrlach
Harrlach ist ein Gemeindeteil der Kreisstadt Roth im Landkreis Roth (Mittelfranken, Bayern). Die Gemarkung Harrlach hat eine Fläche von 3,855 km². Sie ist in 366 Flurstücke aufgeteilt, die eine durchschnittliche Fläche von 10533,56 m² haben. In ihr liegt neben dem namensgebenden Ort der Gemeindeteil Finstermühle.

## Geografie
Das Dorf liegt am Finsterbach und ist allseits von Wald umgeben. Die Kreisstraße RH 35 führt nach Schwand (5,1 km nordwestlich) bzw. an Altenfelden vorbei zur Staatsstraße 2237 bei der Anschlussstelle 55 (Allersberg) der Bundesautobahn 9 (4,5 km südlich). Die Kreisstraße RH 38/NM 6 führt die Staatsstraße 2225 kreuzend nach Pruppach (3,4 km östlich). Eine Gemeindeverbindungsstraße führt nach Meckenlohe (4,6 km südwestlich).
Ein lokaler Handelsweg führte von Harrlach über Guggenmühle, Heubühl, Birkach und Zwiefelhof in die ehemalige Kreisstadt Hilpoltstein.

## Geschichte

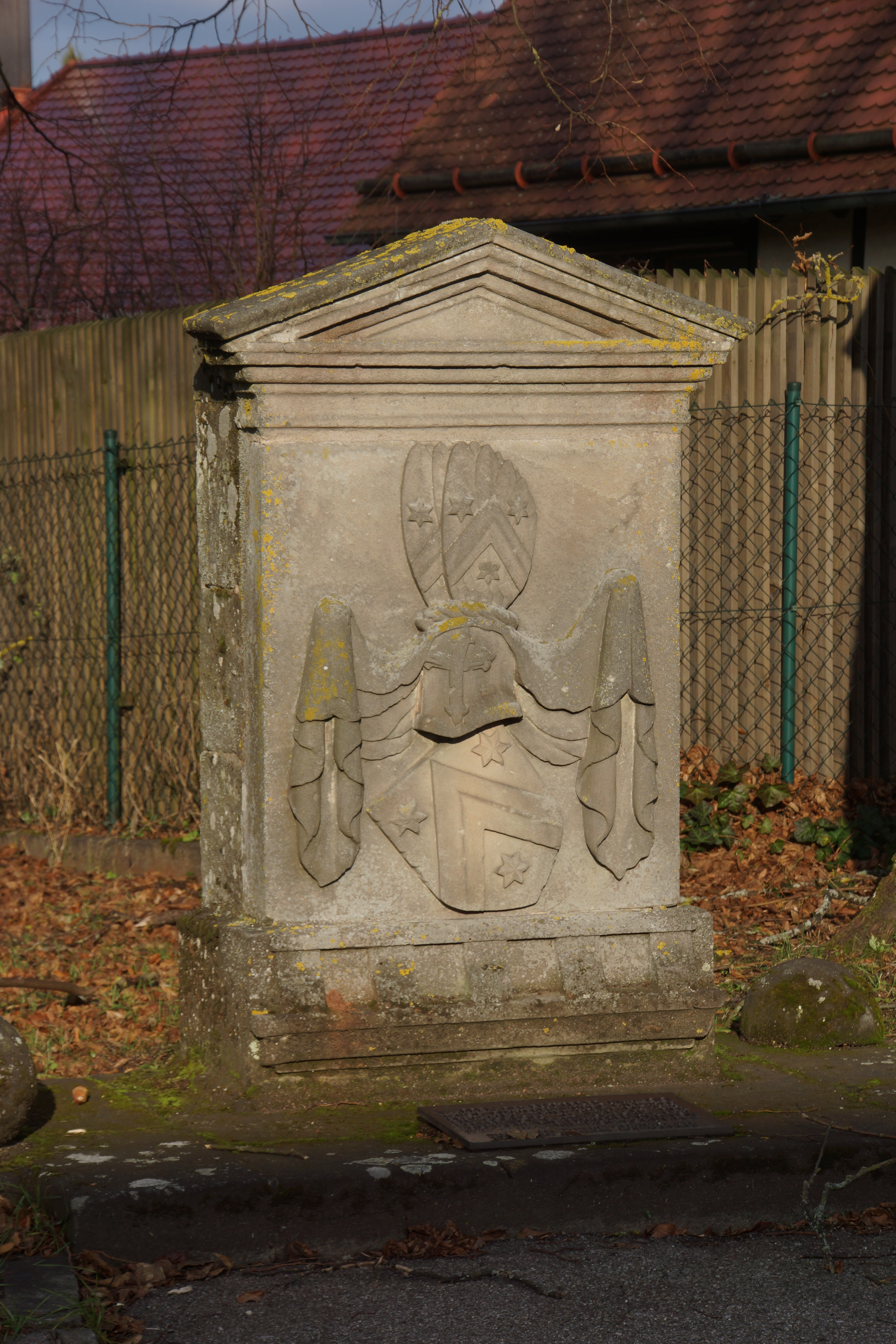
Wappenstein der Fütterer vom abgebrochenen Schloss

1343/45 wurde Harrlach in einer Kaufurkunde erstmals namentlich erwähnt. Aus dieser geht hervor, dass Peter und Heinrich die Glasnapfen, beide Bürger der Reichsstadt Nürnberg, diesen Ort von den in der Gegend reich begüterten Birkenfelden erwarben. Vermutlich ist Harrlach wie die umliegenden Orte im 11. oder 12. Jahrhundert als Rodungssiedlung entstanden.
Der Ortsname Harrlach bedeutet „Waldsiedlung an der Grenze“ (Harr, ahd./mhd. für „Wald“ + lach, mhd. für „Grenzbaum, Grenzzeichen“). Der Ort lag ursprünglich jahrhundertelang an der Grenze der Markgrafschaft Ansbach mit der bayerischen Grafschaft Wolfstein-Pyrbaum.
Von den Glasnapfen ging Harrlach 1370 an die Patrizierfamilie Stromer von Reichenbach, 1411 an die Kaufmannsfamilie Tracht (auch: Trachten) und 1482 an die Fütterer. In ihrer Zeit wurde das Schloss errichtet, das bis 1929 bestand. Nach dem Erlöschen der Fütterer, erbten 1586 die Thill (auch: Hack von Suhl) den Schlossbesitz. Den Thill folgten 1693 durch Heirat die Rieter von Kornburg (auch: Rieter von Kornburg, Kalbensteinberg und Harrlach), die bereits seit 1540 Teilbesitzer von Harrlach waren. Von den Rietern ging der Besitz 1720 durch Heirat auf die Seckendorff über, die 1727 an die Holzschuher verkauften. Die Holzschuher nannten sich daraufhin Holzschuher von Harrlach.
Gegen Ende des 18. Jahrhunderts gab es in Harrlach 17 Anwesen, davon ein Schloss und ein Gemeindehirtenhaus. Das Hochgericht übte das pfalz-neuburgische Landrichteramt Allersberg aus. Grundherren waren die Holzschuher von Harrlach (8 Anwesen) und das brandenburg-ansbachische Kastenamt Roth (9 Anwesen). Von 1797 bis 1808 unterstand der Ort dem Justiz- und Kammeramt Roth.
Im Rahmen des Gemeindeedikts (frühes 19. Jahrhundert) wurde Harrlach dem Steuerdistrikt Guggenmühle zugeordnet. Zugleich entstand die Ruralgemeinde Harrlach, zu der Finstermühle gehörte. Sie war in Verwaltung und Gerichtsbarkeit dem Landgericht Hilpoltstein zugeordnet und in der Finanzverwaltung dem Rentamt Hilpoltstein (1919 in Finanzamt Hilpoltstein umbenannt). Ab 1862 gehörte Harrlach zum Bezirksamt Neumarkt in der Oberpfalz. Die Gerichtsbarkeit blieb beim Landgericht Hilpoltstein (1879 in Amtsgericht Hilpoltstein umbenannt), seit 1973 ist das Amtsgericht Schwabach zuständig. 1880 wurde Harrlach dem neu gebildeten Bezirksamt Hilpoltstein zugeordnet (1939 in Landkreis Hilpoltstein umbenannt). Die Gemeinde hatte 1964 eine Gebietsfläche von 3,761 km².
1874 verkaufte Christian Gottlieb Veit August Freiherr von Holzschuher den ganzen Schlossbesitz an Johann Nepomuk von Habel, von dem er 1880 an den Freiherrn Lothar von Faber und weiter im Erbwege an die Grafen von Faber-Castell gelangte. 1929 wurde das Schloss von den Faber-Castell abgebrochen.
Seit dem 1. Juli 1972 gehört Harrlach zum Landkreis Roth und Finanzamt Schwabach. Am 1. Januar 1973 wurde die Gemeinde im Zuge der Gebietsreform in Bayern nach Roth eingemeindet.
Ein Gebiet bei Harrlach wird seit 2021 von der Deutschen Bahn auf Eignung als Standort eines ICE-Instandhaltungwerks geprüft.

### Baudenkmäler
In Harrlach gibt es sieben Baudenkmäler:
- Wappenstein
- Holzschuherstraße 1: Fachwerkscheune
- Holzschuherstraße 2: Ehemalige Mühle
- Holzschuherstraße 24: Gusseiserne Uhr
- Zur Geislach 1, 2, 3: Bauernhäuser

### Einwohnerentwicklung
Gemeinde Harrlach
| Jahr      | 1818   | 1836   | 1852   | 1855   | 1861   | 1867   | 1871   | 1875   | 1880   | 1885   | 1890   | 1895   | 1900   | 1905   | 1910   | 1919   | 1925   | 1933   | 1939   | 1946   | 1950   | 1952   | 1961   | 1970   |
| Einwohner | 135    | 161    | 216    | 178    | 182    | 163    | 162    | 160    | 146    | 164    | 135    | 176    | 127    | 112    | 92     | 92     | 85     | 98     | 86     | 134    | 118    | 108    | 94     | 83     |
| Häuser    | 23     | 26     |        |        |        |        | 28     |        |        | 30     | 26     |        | 29     |        |        |        | 20     |        |        |        | 22     |        | 26     |        |
| Quelle    | [ 19 ] | [ 20 ] | [ 21 ] | [ 21 ] | [ 22 ] | [ 23 ] | [ 24 ] | [ 25 ] | [ 26 ] | [ 27 ] | [ 28 ] | [ 29 ] | [ 30 ] | [ 29 ] | [ 31 ] | [ 29 ] | [ 32 ] | [ 29 ] | [ 29 ] | [ 29 ] | [ 33 ] | [ 29 ] | [ 13 ] | [ 34 ] |

Ort Harrlach
| Jahr      | 001818 | 001836 | 001861 | 001871 | 001885 | 001900 | 001925 | 001950 | 001961 | 001970 | 001987 | 002010 | 002018 |
| Einwohner | 119    | 139    | 151    | 129    | 129    | 109    | 78     | 103    | 86     | 74     | 84     | 140    | 149    |
| Häuser    | 19     | 22     |        |        | 26     | 23     | 18     | 20     | 24     |        | 34     |        |        |
| Quelle    | [ 19 ] | [ 20 ] | [ 22 ] | [ 24 ] | [ 27 ] | [ 30 ] | [ 32 ] | [ 33 ] | [ 13 ] | [ 34 ] | [ 35 ] | [ 36 ] | [ 1 ]  |

## Religion
Harrlach ist römisch-katholisch geprägt und bis heute nach Mariä Himmelfahrt (Allersberg) gepfarrt. Die Einwohner evangelisch-lutherischer Konfession sind nach St. Johannes der Täufer (Schwand bei Nürnberg) gepfarrt.